# Neset
Neset (eller Nesset) är en tidigare tätort i Levangers kommun i Trøndelag fylke i mellersta Norge. Orten ligger på halvön med samman namn, vid fylkesväg 6866, väster om staden Levanger.
Tidigare har orten tillhört dåvarande Skogns kommun.
Bebyggelsen i orten räknas numera som en del av tätorten Levanger.